# پلی‌آمینوپروپیل بی‌گوانید
پلی‌آمینوپروپیل بی‌گوانید (انگلیسی: Polyaminopropyl biguanide) یک ضدعفونی‌کننده و یک ماده نگهدارنده است که برای ضدعفونی کردن پوست و در محلول‌های تمیزکننده لنزهای تماسی استفاده می‌شود. همچنین یکی از اجزای بسیاری از اسپری‌های بدن دئودورانت است. زنجیره های هیدروکربنی پروپیل  PAPB به طور خاص در غلظت های بسیار کم (۱۰ میلی گرم در لیتر) باکتری کش است و همچنین قارچ کش است.

## کارکرد زیستی
این روش عملکرد منحصر به فردی دارد: رشته های پلیمری در غشای سلولی باکتری گنجانده می شوند، که غشاء را مختل می کند و نفوذپذیری آن را کاهش می دهد، که یک اثر کشنده برای باکتری ها دارد. همچنین شناخته شده است که به DNA باکتری متصل می شود، رونویسی آن را تغییر می دهد و باعث آسیب کشنده DNA می شود.